# كيرن أونيل
كيرن أونيل (بالإنجليزية: Kieran O'Neill)‏ هو شخصية أعمال بريطاني، ولد في 19 أغسطس 1987.